# Pagoda Leifeng

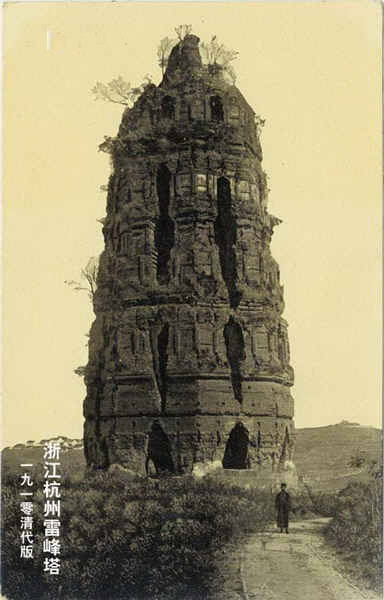
Ruiny pagody w 1910 roku

Pagoda Leifeng (chiń. 雷峰塔; pinyin Léifēng tǎ) – pagoda znajdująca się na wzgórzu Xizhao Shan, nad południowym brzegiem Jeziora Zachodniego w Hangzhou w prowincji Zhejiang w Chinach. Pagoda oddana do użytku w 2002 roku, jest rekonstrukcją oryginalnej budowli z X wieku, która zawaliła się w 1924 roku.
Pierwotna pagoda wzniesiona została w 975 roku, na polecenie władcy państwa Wuyue Qiana Hongchu, by uczcić narodziny królewskiego potomka. Szkielet ośmiokątnej, pięciopiętrowej budowli wykonany został z cegły, natomiast wykończenia w postaci dachów, balustrad i schodów wykonano z drewna. 
Z pagodą związana jest popularna w Chinach legenda o Białym Wężu (白蛇傳, Bái Shé Zhuàn). Opowiada ona o miłości młodzieńca do będącej wężem dziewczyny, która została uwięziona przez złego mnicha w pagodzie Leifeng. Legenda ta doczekała się wielu adaptacji w tradycyjnej operze chińskiej i współcześnie w kinie oraz telewizji.

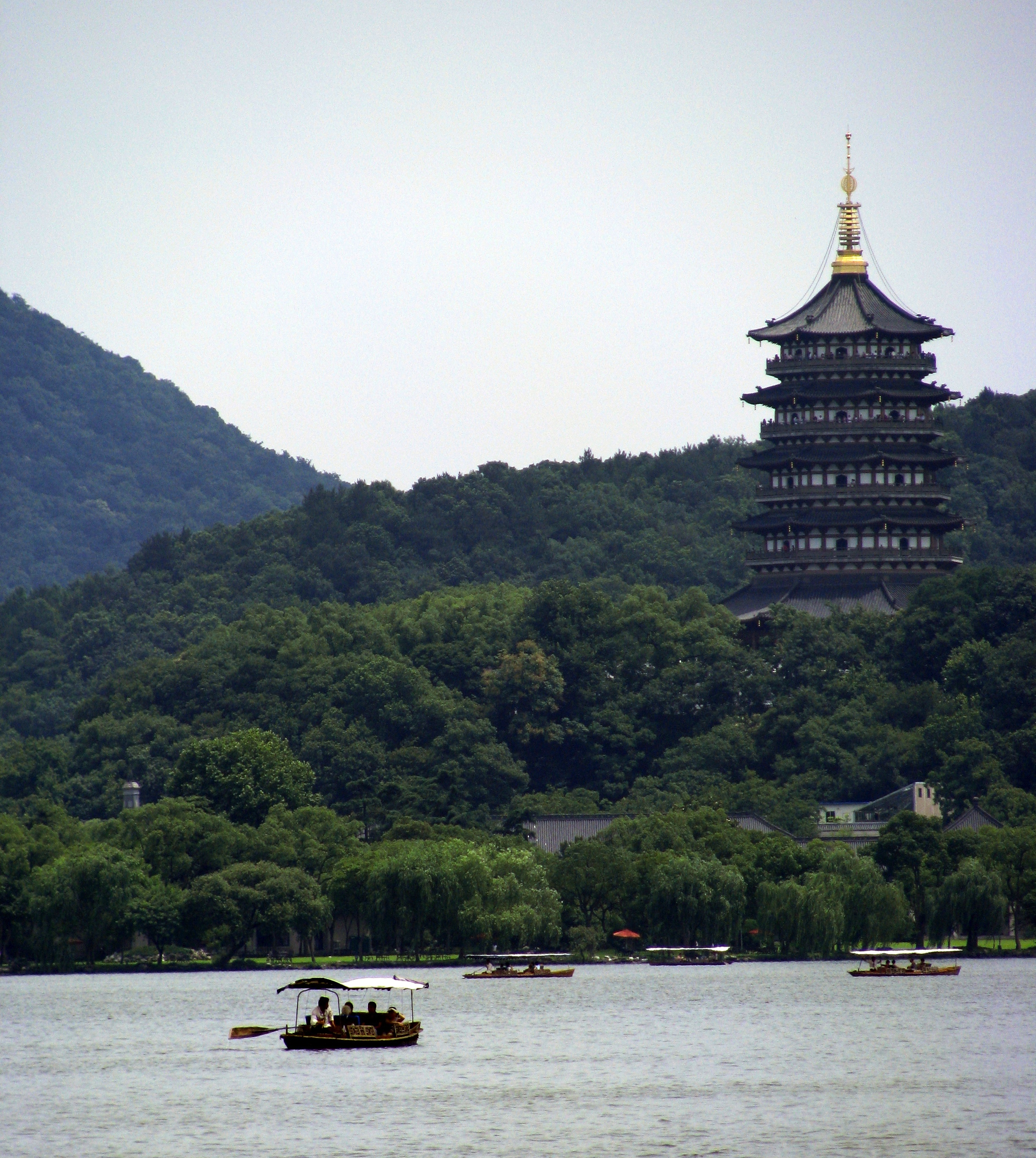
Pagoda widziana od strony jeziora

W połowie XVI wieku pagoda została podpalona w trakcie najazdu japońskich piratów. Drewniane elementy konstrukcji spłonęły; zachował się jedynie ceglany szkielet budowli, niszczejący przez następne wieki. Ocalałe drogocenne elementy wyposażenia zostały rozkradzione, a okoliczni chłopi sukcesywnie kradli cegły z ruiny, wierząc w magiczną moc uzyskanego z nich proszku. Ostatecznie w 1924 roku zdewastowana budowla runęła. Zawalenie się pagody upamiętnił w swoim eseju Lùn Léifēng tǎ de dǎodiào (论雷峰塔的倒掉) słynny pisarz Lu Xun, interpretując je jako upadek społeczeństwa feudalnego.
W 1999 roku władze Hangzhou powołały komisję, której zadaniem było przygotowanie planu odbudowy pagody. Rok później rozpoczęto prace budowlane, zakończone w październiku 2002 roku. Do konstrukcji szkieletu nowej pagody zużyto 1400 ton stali i 200 ton miedzi. Budowla ma wysokość 71 metrów.
Podczas odbudowy pagody odkryto w marcu 2001 roku pod jej fundamentami buddyjskie mauzoleum z licznymi skarbami.